# Gastrotheca ochoai
Gastrotheca ochoai är en groddjursart som beskrevs av William Edward Duellman och Thomas H. Fritts 1972. Gastrotheca ochoai ingår i släktet Gastrotheca och familjen Hemiphractidae. IUCN kategoriserar arten globalt som otillräckligt studerad. Inga underarter finns listade i Catalogue of Life.